# Гэри Селдон
Гэри Сэлдон (англ. Hari Seldon, другой вариант транскрипции — Хари Селдон) — вымышленный персонаж, герой серии научно-фантастических романов Айзека Азимова «Основание». Является действующим героем первых двух книг серий: «Прелюдия к Основанию» и «На пути к Основанию». Фигурирует также в первой по времени написания книге цикла («Основание»), но роль его там не слишком значительна.
В честь Гэри Селдона назван пролив в море Кракена на Титане.

## Вымышленная биография
Годы жизни в книгах Азимова указаны как 11988 — 12069 годы. Г. Э. Гэри Сэлдон был математиком на далёкой планете Геликон, входящей в состав Галактической империи. Являлся создателем концепции науки психоистории, целью которой является прогнозирование будущего, и с её помощью предсказал скорый крах Галактической империи. Для сохранения научных знаний цивилизации разработал план, создав два островка для сохранения знания — два Основания (Академии) и собрав учёных для написания Галактической энциклопедии.
Во второй книге («На пути к основанию») описываются последние годы жизни Гэри Сэлдона.

## План Селдона
План Селдона — план Гэри Селдона относительно дальнейшей судьбы человечества.
В далеком будущем 25 миллионов миров составляли Галактическую империю, которая процветала на протяжении последних 12 тысяч лет. Однако Гэри Селдон на основе психоистории предвидел близкий крах империи, после которого должно наступить 30 тысяч лет хаоса и варварства прежде, чем образуется Вторая галактическая империя. Спасти Первую Империю было уже невозможно, но можно было уменьшить период варварства до 1 тысячи лет.
С этой целью Гэри Селдон, под предлогом сохранения Галактической энциклопедии послал группу ученых разных профилей (кроме психоисториков) на планету Терминус, чтобы создать там островок естественных наук (прежде всего физики), исключив при этом все психологические науки, развитие которых могло впоследствии нарушить План. Так им было создано Основание. Также он предсказал ряд внешне- и внутриполитических кризисов, через которые предстояло пройти Основанию, прежде чем оно превратится во Вторую Империю. Из менталистов и психоисториков он также создал Второе Основание, чтобы оно корректировало прогресс Первого Основания.

## Отражение в культуре
Именем Гэри Сэлдона была названа статья в газете The Economic Times, в полушуточной манере сожалеющая о том, что Гэри Селдон является вымышленным персонажем, так как в противном случае он мог бы с точностью предсказывать финансовые кризисы. Также его имя вынесено в заголовок монографии 2003 года за авторством Джорджа Голлина о линейных ускорителях. Историк Рэй Смок из университета Джорджа Мейсона в одной из своих работ сравнивает Гэри Сэлдона с американским политиком Ньютом Гингричем, подробно анализируя их возможное сходство в деятельности и влияние, которое данный персонаж оказал на Гингрича.
Учению Гэри Селдона о психоистории также уделено внимание в книгах Critical Social Psychology (Tomás Ibáñez, Lupicinio Íñiguez) и Critical theory and science fiction (Carl Howard Freedman); группой энтузиастов также была произведена попытка сравнить психоисторический метод Селдона с реальностью с целью выяснить, возможны ли в реальной жизни какие-то его элементы. Нобелевский лауреат Пол Кругман на 67-м международном конвенте писателей-фантастов отметил, что именно произведения Азимова и, в частности, образ Гэри Селдона и его теории психоистории, побудили его заняться наукой.